# Zimmermannia amani
Zimmermannia amani is een vlinder uit de familie van de dwergmineermotten (Nepticulidae). De wetenschappelijke naam is voor het eerst voorgesteld als Ectoedemia amani door Ingvar Svensson in een publicatie uit 1966.
De soort komt voor in een groot deel van Europa (niet in de Benelux).